# Pachybrachis coloradensis
Pachybrachis coloradensis är en skalbaggsart som beskrevs av Bowditch 1909. Pachybrachis coloradensis ingår i släktet Pachybrachis och familjen bladbaggar. Inga underarter finns listade i Catalogue of Life.